# Караја Норд (Пиза)
Караја Норд је насеље у Италији у округу Пиза, региону Тоскана.
Према процени из 2011. у насељу је живело 93 становника. Насеље се налази на надморској висини од 2 м.